# Шервашидзе, Георгий Дмитриевич
Князь Гео́ргий Дми́триевич Шерваши́дзе (6 (18) января 1846, Тифлис — 26 марта (8 апреля) 1918, Ялта) — русский государственный деятель, тифлисский губернатор в 1889—1897 годах. В придворном чине обер-гофмейстера состоял в числе первых чинов Императорского двора.

## Биография

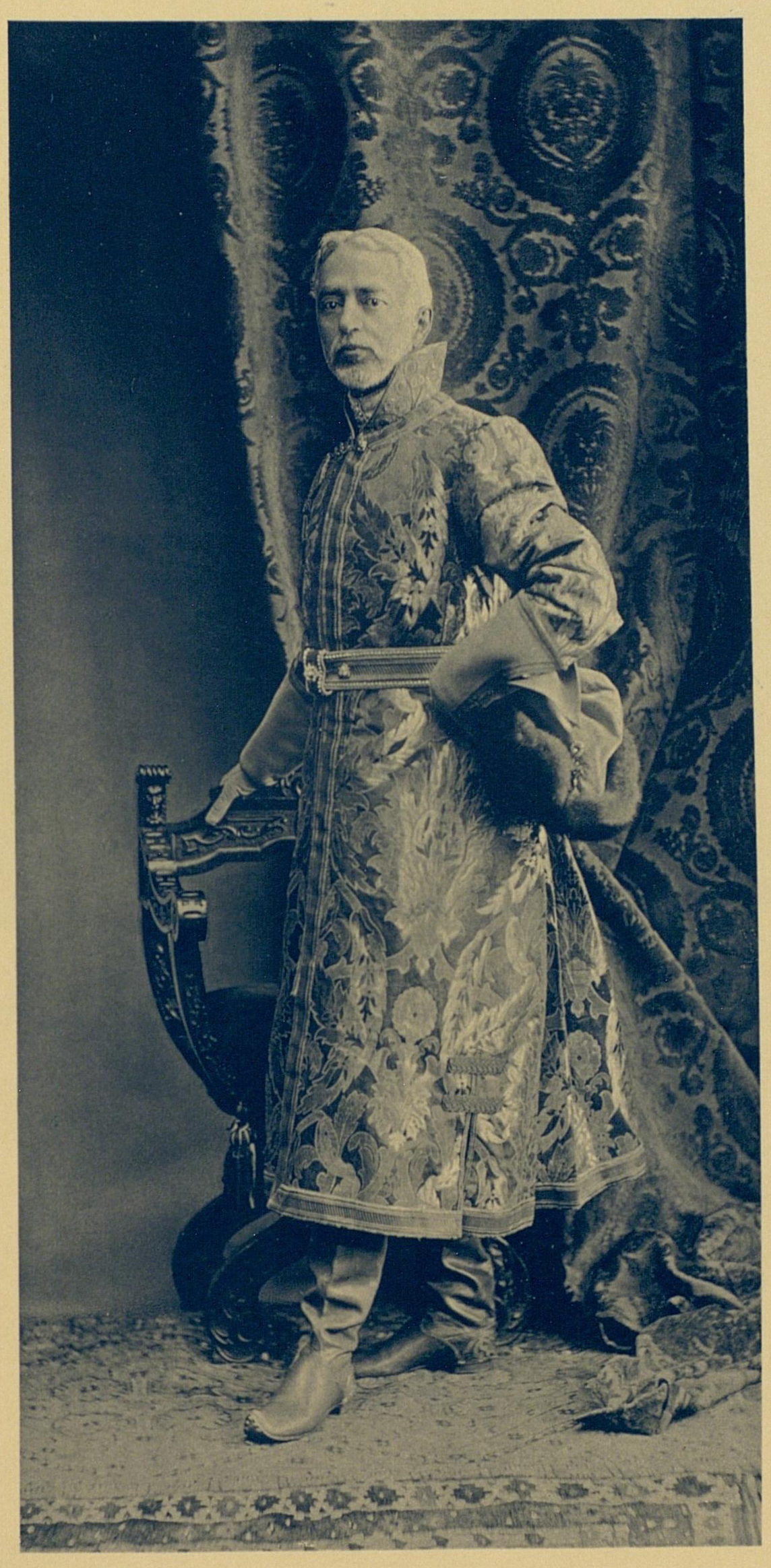
На костюмированном балу 1903 года в наряде боярина XVII века

Родился в 1847 году в Тифлисе. Происходил из дома владетельных князей Абхазии Шервашидзе (Чачба). Сын князя Сеит-бея (в крещении Дмитрия Хасановича) Шервашидзе (1818—1858) и княжны Екатерины Дадиани (1820—1849), дочери владетеля Мегрелии Левана V Дадиани.
Воспитывался в семье генерала Н. П. Колюбакина. В 1858 году был определён в пансионат в Петербурге. С 1865 года учился на юридическом факультете Московского университета, окончив его в 1869 году.
После учёбы находился на государственной службе в Тифлисе, в чине титулярного советника на должности чиновника особых поручений при начальнике Главного управления Кавказского наместничества. Участник русско-турецкой войны 1877—1878 годов.
В 1883 году назначен вице-губернатором, а в 1889 году губернатором Тифлисской губернии. Занимал эту должность до 1897 года, имея звание камергера и чин действительного статского советника. В 1888 году во время приезда императора Александра III в Новый Афон императрица Мария Фёдоровна обратила внимание на Шервашидзе, что привело его впоследствии ко двору. С ноября 1899 года он состоял при Марии Фёдоровне в должности обер-гофмейстера (заведовал двором вдовствующей императрицы), в 1905—1913 годах заведовал канцелярией императрицы. О влиянии его при дворе свидетельствует граф С. Ю. Витте, который называл его своим «большим приятелем» и указывал на случаи, когда Георгий Шервашидзе оказывал ему услуги посредничеством в переговорах с императрицей.
Князь Георгий Дмитриевич был членом кавказского общества сельского хозяйства, других общественных организаций. Сыграл значительную роль в открытии в Грузии народных школ, распространении культуры. Свою уникальную библиотеку передал в дар Тбилисскому университету.
Умер 26 марта (8 апреля)  1918 года в Ялте.

## Награды
- Орден Святого Александра Невского (1913);
- Орден Белого Орла (1910);
- Орден Святого Владимира 2-й степени (1905);
- Орден Святой Анны 1-й степени (1903);
- Орден Святого Станислава 1-й степени (1894);
- Орден Святого Владимира 3-й степени (18??);
- Орден Святого Владимира 4-й степени (18??);
- Орден Святой Анны 2-й степени (18??);
- Орден Святого Станислава 2-й степени с мечами (1877)[2];
- Медаль «В память Русско-Турецкой войны 1877—1878 гг.»;
- Медаль «В память царствования императора Александра III»;
- Медаль «В память коронации Императора Николая II»;
- Медаль «В память 300-летия царствования дома Романовых».

Иностранные:
- персидский орден Льва и Солнца 3-й степени (1870);
- Орден Короны Италии, великий офицер (1891);
- Орден Благородной Бухары 1-й степени (1893);
- датский орден Данеброг, большой крест (1901);
- Королевский Викторианский орден, большой крест (Великобритания, 1908);
- ольденбургский орден Заслуг герцога Петра-Фридриха-Людвига, рыцарский крест II класса;
- японский орден Восходящего солнца 1-й степени;
- Мекленбург-Шверинский Орден Грифона, большой крест;
- шведский орден Полярной звезды 1-й степени;
- бухарский орден Искандер-Салис с золотой короной и алмазами;
- персидский орден Льва и Солнца 1-й степени с алмазами;

## Семья
Георгий Дмитриевич был женат (с 1879 года) на баронессе Марии (Маке) Александровне Николаи (1859—27.03.1919), дочери министра народного просвещения, барона Александра Павловича Николаи и княжны Софии Александровны Чавчавадзе. 
В этом браке родился сын князь Дмитрий Георгиевич Шервашидзе (1880—1938). Окончил юридический факультет Санкт-Петербургского университета, в 21 год стал губернским чиновником в Вильно, затем —предводителем дворянства Свенцянского уезда Виленской губернии. С 1914 года — ставропольский, а с 1916 года — витебский вице-губернатор. В конце 1918 года приехал в Абхазию и жил в своем Келасурском имении (Хасанбея). После прихода к власти в Абхазии большевиков, выслан в 20-х годах в Иркутск, где работал юристом вплоть до 1937 года. Дмитрий Георгиевич был арестован 1 июля 1938 года, расстрелян 29 октября 1938 года. В 1957 году реабилитирован.
Жена сына — Евгения Антоновна Терлецкая-Климович.
Сын Дмитрия Георгиевича Шервашидзе — Лев (Леван) Дмитриевич Шервашидзе
Внук  Дмитрия Георгиевича Шервашидзе — Юрий Львович Шервашидзе (1929—1971). Историк, преподавал на кафедре политэкономии в Иркутском государственном университете и на кафедре всеобщей истории в Иркутском педагогическом институте. Был очень известен как талантливый лектор-международник. Автор книги «Революционная Куба» (1961 г.). 
В. С. Пикуль в романе «Нечистая сила» считал, что он был морганатическим мужем императрицы Марии Федоровны.